# Clepsidră

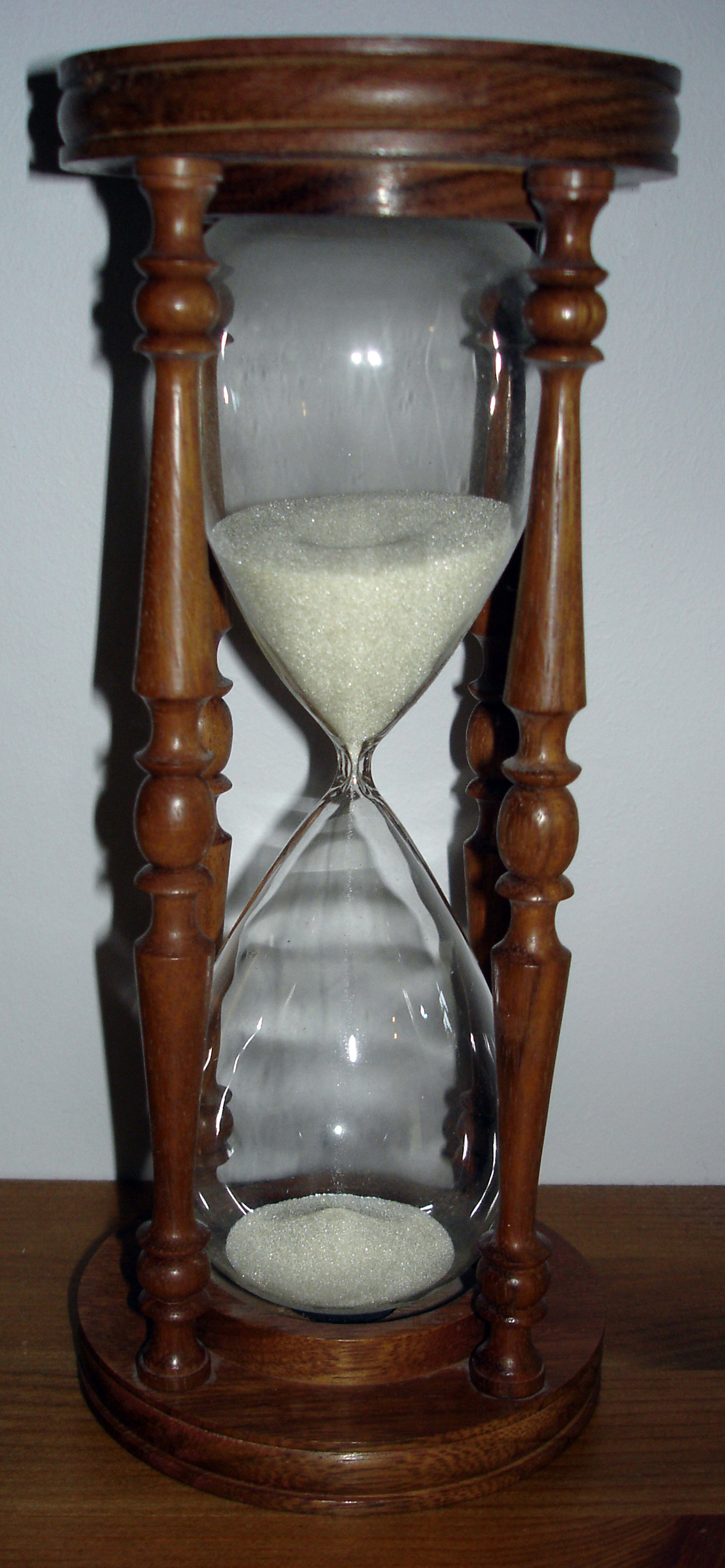
O clepsidră de lemn

O clepsidră este un dispozitiv folosit pentru a măsura timpul.
Este alcătuită din două incinte de sticlă, una deasupra celeilalte, conectate printr-un tub fin, de asemenea din sticlă. Una din incinte este de obicei umplută cu nisip, acesta scurgându-se în cea de-a doua incintă, cu o viteză relativ constantă. După ce incinta s-a golit, clepsidra este întoarsă, pentru a măsura o altă perioadă de timp. Deși existența clepsidrei a fost presupusă și la popoarele antichității, care de altfel dispuneau de tehnologia necesară, prima atestare a existenței clepsidrei apare într-o pictură a pictorului italian Ambrogio Lorenzetti din 1328.
Clepsidrele funcționau cu nisip, apă, praf de coajă de ou sau marmură sfărâmată.
Clepsidrele cu nisip mai erau numite și nisiparnițe (arhaism).

## Vezi și
- Pentru o colecție de cărți - vezi Catalogul colecției Clepsidra (Editura Eminescu)